# Matt Chrabot
Matt Chrabot (Chicago, 1983) es un deportista estadounidense que compitió en triatlón.
Ganó dos medallas de oro en el Campeonato Panamericano de Triatlón en los años 2008 y 2010, y una medalla de bronce en el Campeonato Mundial de Triatlón de Larga Distancia de 2016.

## Palmarés internacional
| Campeonato Panamericano | Campeonato Panamericano  | Campeonato Panamericano | Campeonato Panamericano |
| Año                     | Lugar                    | Medalla                 | Prueba                  |
| ----------------------- | ------------------------ | ----------------------- | ----------------------- |
| 2008                    | Mazatlán (México)        | Medalla de oro          | Individual              |
| 2010                    | Puerto Vallarta (México) | Medalla de oro          | Individual              |

| Campeonato Mundial | Campeonato Mundial             | Campeonato Mundial | Campeonato Mundial |
| Año                | Lugar                          | Medalla            | Prueba             |
| ------------------ | ------------------------------ | ------------------ | ------------------ |
| 2016               | Oklahoma City (Estados Unidos) | Medalla de bronce  | Individual         |